# Astakída
Astakída (grec moderne : Αστακίδα) est une île grecque située dans le sud-est de la mer Égée, appartenant administrativement à Karpathos.

## Géographie
Elle s'étend sur environ 1,4 km de longueur pour une largeur maximale de 1,5 km.
Très isolée et entourée d'eau profonde, elle abrite de nombreux oiseaux migrateurs et est une zone de reproduction pour les oiseaux de mer, représentent ainsi un écosystème terrestre significatif. La flore est caractérisée par la présence d'espèces endémique comme la Phrygana ou l'Halophyte parmi d'autres.
Elle fait partie du réseau Natura 2000.